# Sinh kế
Sinh kế hay Sanh kế (livelihood, tiếng Hán: 生计, bính âm: shēngjì, nghĩa đen là kế sinh nhai) là hoạt động kiếm sống của con người thông qua việc sử dụng các nguồn lực (con người, tự nhiên, vật chất, tài chính, xã hội...) trong một môi trường dễ bị tổn thương có sự quản lý của các tổ chức, định chế, chính sách. Khi hoạt động sinh kế thích ứng, hoặc tránh được các tác động tiêu cực từ môi trường dễ bị tổn thương, đồng thời bảo đảm duy trì, phát triển được các nguồn lực trong cả hiện tại và tương lai thì được coi là sinh kế bền vững.

## Sinh kế thích ứng với biến đổi khí hậu
Sinh kế thích ứng với biến đổi khí hậu là sinh kế có khả năng chống đỡ, hấp thu và phục hồi từ những tác động của biến đổi khí hậu một cách hiệu quả và kịp thời; thông qua khả năng duy trì, khôi phục và thậm chí vận hành tốt hơn (nếu có thể) sau những tác động đó.
Ví dụ, để đối phó với nước biển dâng, nông dân vùng ven biển đã chuyển đổi cơ cấu cây trồng phù hợp như: nuôi vịt Biển, trồng các giống lúa, rau màu chịu mặn...